# Cary Feldmann
Cary Feldmann (* 11. Juli 1950) ist ein ehemaliger US-amerikanischer Speerwerfer.
1971 siegte er bei den Panamerikanischen Spielen in Cali und 1973 bei den Pacific Conference Games.
1973 wurde er US-Meister und 1971 für die University of Washington startend NCAA-Meister. Seine persönliche Bestleistung von 90,94 m stellte er am 19. Mai 1973 in Bakersfield auf.